# Hechler
Hechler ist ein Familienname.

## Herkunft und Bedeutung
Der Name Hechler ist ein Berufsname und hat seinen Ursprung in der alten Berufsbezeichnung Hechelmann. Er bezieht sich auf die Bearbeitung von Flachs und Hanf mit der Hechel.

## Bekannte Namensträger
- Eduard Hechler (1838–1910), deutscher Architekt und Stadtbaurat
- Hans Hechler, Schweizer Autor des 16. Jahrhunderts
- Janina Hechler (* 1999), deutsche Fußballspielerin
- Karl Hechler (1840–1898), deutscher Politiker, Landtagsabgeordneter Großherzogtum Hessen
- Katharina Hechler (* 2000), deutsche Radsportlerin
- Katrin Hechler (* 1969), deutsche politische Beamtin (SPD)
- Ken Hechler (1914–2016), US-amerikanischer Politiker (West Virginia)
- Paul Hechler (1885–1945), Reichsbankrat, Referent in der Abt. I (Kartell- und Organisationswesen) im RWiMin., Referent in der Abt. III (Währungsfragen), Beigeordneter Generaldirektor der Bank für Internationalen Zahlungsausgleich
- William Hechler (1845–1931), anglikanischer Geistlicher und Förderer des politischen Zionismus